# Hubert Lepka
Hubert Lepka (* 1958 in Ried im Innkreis) ist ein österreichischer Choreograf und Regisseur.
Bekannt wurde Hubert Lepka durch seine Großrauminszenierungen an ungewöhnlichen Orten.

## Leben

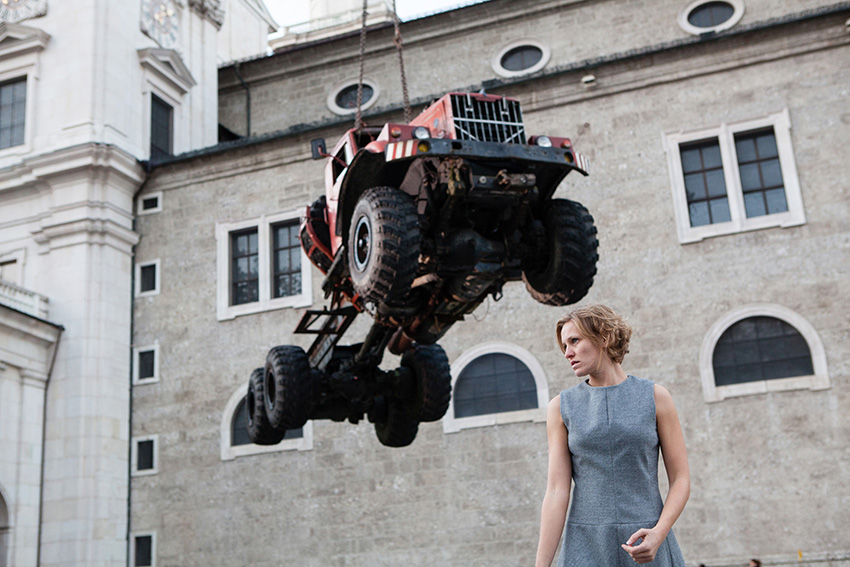
DRACHEN 2013

Hubert Lepka studierte Gesang und zeitgenössischen Tanz am Mozarteum Salzburg und promovierte in Recht an der Universität Salzburg.
Lepka lebt und arbeitet am Passauergut in Moosdorf im südlichen Innviertel, nahe Salzburg.
1992 gründete Hubert Lepka das offene Künstlernetzwerk lawine torrèn und arbeitet mit Tänzern, Schauspielern, Multimedia-Artists und Technikern an Performances und Inszenierungen in teils großen, realen Räumen.  Alpine Berglandschaften, Flughäfen, Städte, Wälder und Flüsse werden zu Spielfeldern für Choreographien, die Menschen und Maschinen gleichberechtigt in ein erzählerisches Gefüge zwischen Film und Theater verwickelt. Landschaft, Architektur, (lokale) Historie und Mythologie am Originalschauplatz spielen in der Arbeit von lawine torrèn eine zentrale Rolle.
Als Bühne diente u. a. die Donau und ihre Ufer („Teilung am Fluss“ anlässlich der Linzer Klangwolke und „Leviathan“ in Mautern/Krems), ein Gletscher („mars : 2068“ und „Hannibal“ am Rettenbachferner in Sölden), das Niedere Tal in Vent (Wandertheater „FRIEDL mit der leeren Tasche“), der Schafberg und Schafbergbahn („Schafberg“ 1911), der Salzburgring („Jochen-Rindt-Oper“) und die Startbahn des Salzburger Flughafens („Taurus Rubens“).

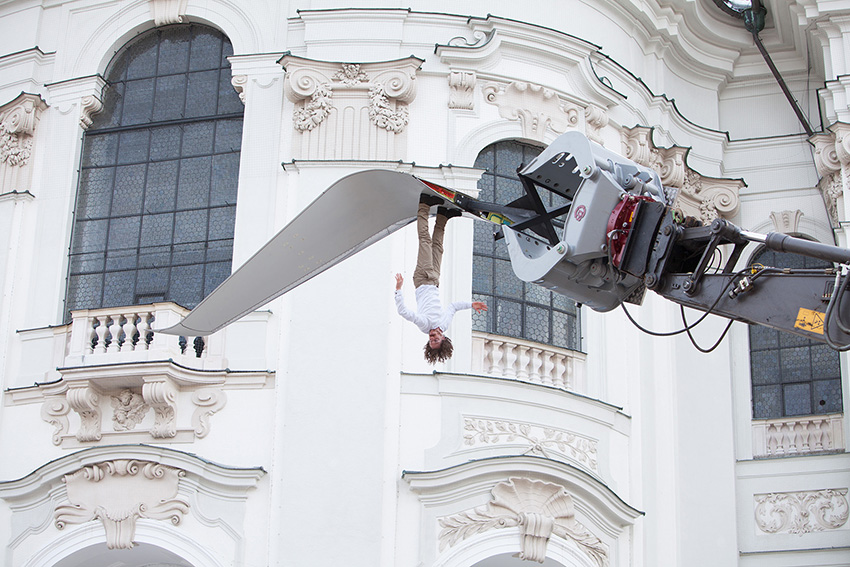
ENGEL 2015

Seit der Gründung bewegt sich lawine torrèn auf dem Scheitelpunkt von Kunst und Wirtschaft: lawine torrèn realisiert Projekte mit renommierten Theaterhäusern und (Performance-)Kunstfestivals sowie mit Unternehmen aus Tourismus, Industrie, Architektur und Wirtschaft, die auf der Suche nach neuen, unkonventionellen Wegen der Kommunikation sind. Einen Beitrag zur Tagung „Kunst und Wirtschaft“ anlässlich des europäischen Forum Alpbach lieferte Lepka im November 2004 unter dem Titel „Das irrationale Kalkül des Überflüssigen“.

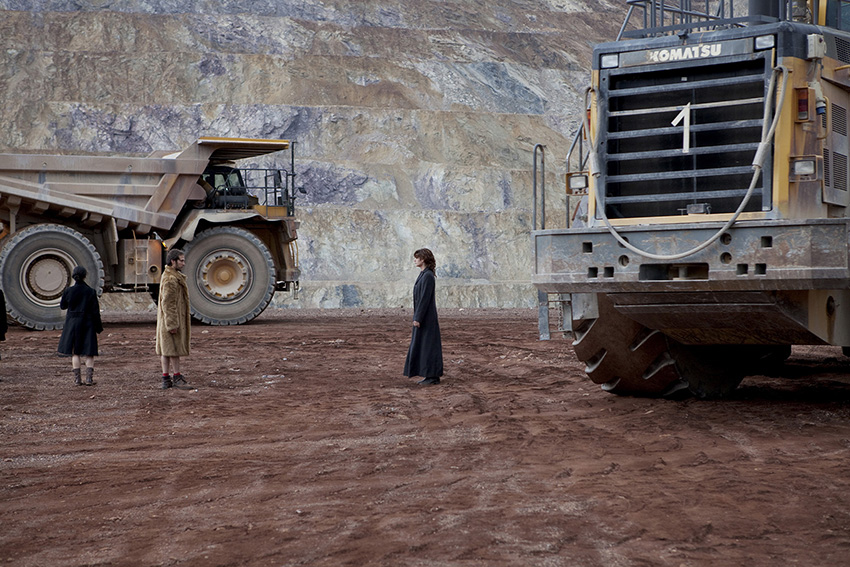
GANGART 2012, im Rahmen des Kunst- und Kulturprojekts eisenerZ*ART

## Werke
- 1989 108 EB – Kammermusik für vier Motoren und Bedienungspersonal
- 1992  Newton
- 1993  Zorn of God
- 1994  1161 – Panzerknacker Tanzthriller in der Remise der Stieglbrauerei[2]
- 1995  Die Kraft aus dem Norden Eröffnung des Heizkraftwerk Nord Salzburg[3]
- 1996  Kalkstadt[4]
- 1996  Blaustahl Industriegelände Völklinger Hütte (Saarland)[5]
- 1999 Leopardenfell der Traktorendichte,[6] Oberösterreich
- 1997  Der halbe Horizont[7]
- 1997  Die Entführung aus dem Serail Koproduktion[8][9]
- 1999 Hearing Monkeys Ars Electronica, Posthof Linz
- 2000 Wildnis Luft Fliegerhorst Zeltweg
- 2002 Love Turn: Miniaturschauspiel nach Leo Tolstoi
- 2003  Taurus Rubens Hangar Red Bull, Salzburg Airport
- 2004 Skyhook
- 2005 Teilung am Fluss Linzer Klangwolke
- 2006 Leviathan: Geschichte der Wachau in 60 dramatischen Minuten Mautern/Krems a.d. Donau
- 2006 mars : 2068: a real time science fiction Rettenbachgletscher, Sölden
- 2009 Jochen-Rindt-Oper Salzburgring
- 2009 Polyphem Kiesgrube, Ohlsdorf (Gewinner Austrian Event Award 2010)
- 2009 the BEAST Seegrube Innsbruck
- 2010 BABY JET Linzer Klangwolke
- 2011 sofamaschine Tanzquartier Wien MuseumsQuartier Wien
- 2011 musicircus von John Cage, Salzburg Festspieleröffnung
- 2012 gangart am Steirischen Erzberg im Rahmen des Kunst- und Kulturprojekts eisenerZ*ART 2012
- 2012 frutiger Akademiestrasse Salzburg (Selection of Dance Screen 2013, Dance Film Festival San Francisco)
- 2012 pilgrim Festung Hohensalzburg
- 2013 max.imilian max.center Wels (Austrian Event Award 2014)
- 2013 SCHAFBERG 1911 Schafbergbahn, Wolfgangsee Tourismus, SKGB
- 2013 boxes FACC St. Martin im Innkreis
- 2013 DRACHEN Kapitelplatz Salzburg
- 2014 MAX und MORITZ Pöchlarn
- 2014 the WABE FACC St. Martin
- 2015 engel Kollegienkirche Salzburg
- 2015 SÄGEWERK. über die herstellung von landschaft – Eröffnung der Sommerszene Salzburg 2015[10]
- 2015 timor et tremor – Expedithalle / ehemalige Ankerbrotfabrik, Wien
- 2015 HOCHWALD Linzer Klangwolke[11]
- 2001–2017 HANNIBAL Gletscherschauspiel (Austrian Event Award 2008) /  Rettenbachgletscher Sölden[12]
- 2013–2017  FRIEDL mit der leeren tasche Ötztal (Vent bis Niederjochferner)[13]